# Majengo (Dodoma)
Majengo è una circoscrizione urbana (urban ward) della Tanzania situata nel distretto urbano di Dodoma, regione di Dodoma. Conta una popolazione di 5 214 abitanti (censimento 2012).